# Neuweg
Neuweg of La Chaussée is een gehucht in de Franse gemeente Saint-Louis in het departement Haut-Rhin. Neuweg ligt ruim drie kilometer ten noordwesten van het centrum van Saint-Louis. Tot 1830 was La Chaussée een zelfstandige gemeente.

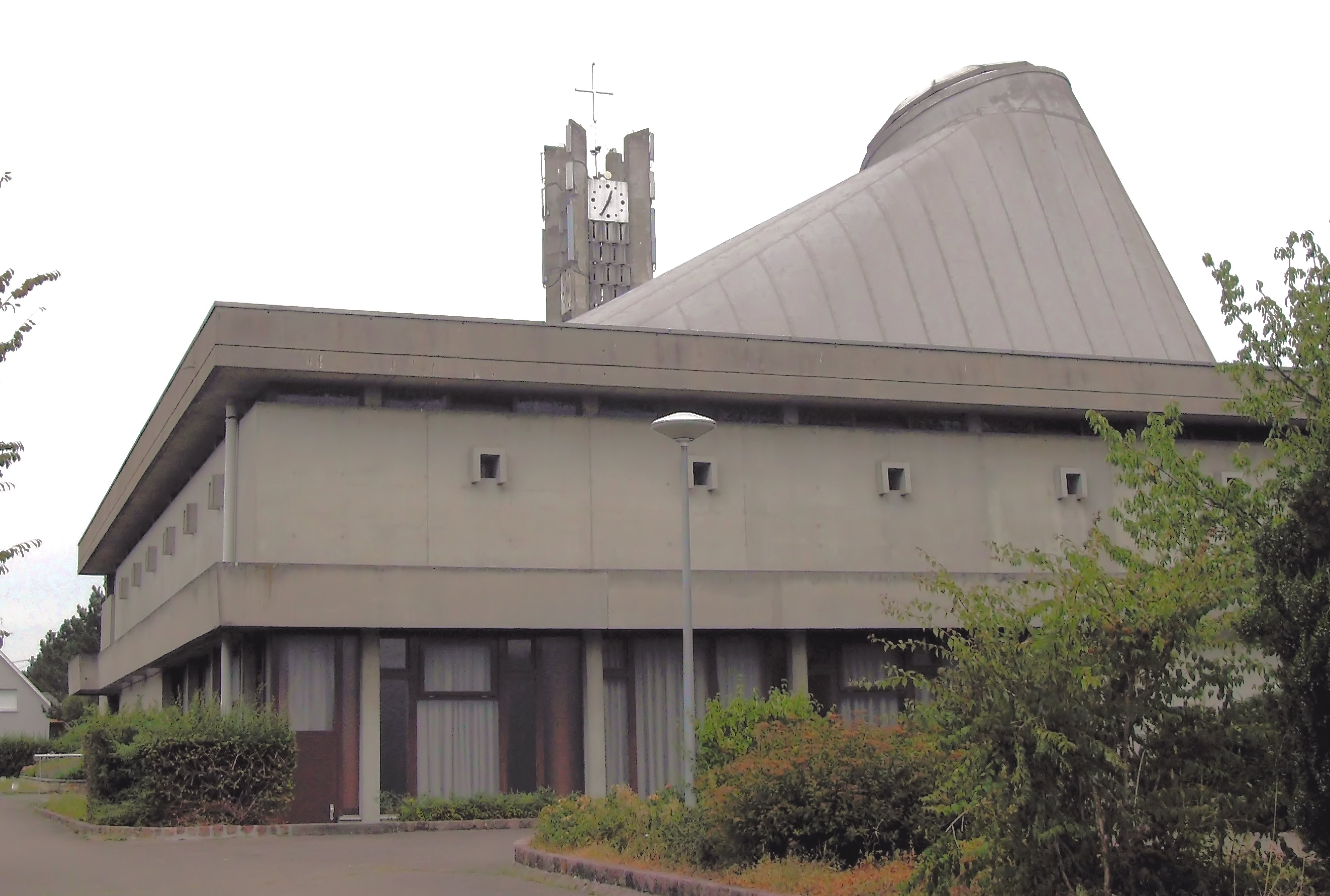
Église Saint-Pierre in 2015

## Geschiedenis
Uit de 15de en 16de eeuw dateren eerste vermeldingen van een "Neuer-Weg" of "Newen Weg", een weg van Bazel naar het noorden, evenwijdig met de Rijn. In de 16de eeuw vestigden gevluchte Franse hugenoten zich in Bazel en hun activiteiten in de textielindustrie zorgden voor een groeiende handel met de stad. Langs de grote weg vestigden zich verschillende herbergen. De bouw van het fort van Huningue, waarvan de bouw in 1679 begon, en de opening van postafspanningen zorgden voor nog meer activiteit in de 17de eeuw, en zo ontwikkelden zich meerdere gehuchten langs de "Neuer Weg" of "Chaussée Neuve". Rond 1700 verscheen in de parochieregisters van Village-Neuf een eerste maal de plaatsnaam Via Nova, een gehucht afhankelijk van Blotzheim.
Hieruit ontstond uiteindelijk La Chaussée of Neuweg. Het omvatte van zuid naar noord tussen Saint-Louis en Kembs de gehuchten Langenhäuser, Haberhäuser, Dreihäuser, Stutz, Richardshäuser, Loechlé en Schäferhof. Op het eind van het ancien régime werd La Chaussée een gemeente in het arrondissement Altkirch.

Kaart van Saint-Louis-la-Chaussée

In 1830 werd de gemeente echter opgeheven en verdeeld over drie gemeenten. De zuidelijke gehuchten Langenhäuser, Haberhäuser en Dreihäuser werden bij de gemeente Blotzheim ondergebracht; het centrale gehucht Stutz werd bij de gemeente Bartenheim gevoegd; en de noordelijke gehuchten Richardshäuser, Loechlé en Schäferhof werden bij de gemeente Kembs gevoegd. Het zuidelijke deel, dat bij Blotzheim was gevoegd, werd nu Blotzheim-La Chaussée genoemd. Rond 1831 werd het Canal de Huningue geopend, met een sluis ter hoogte van La Chaussée.
Vanaf 1925 ijverden sommige inwoners van Blotzheim-La Chaussée voor een afscheiding van Blotzheim, maar dit bleef vooralsnog zonder gevolg. Na de Tweede Wereldoorlog werd net ten westen van Blotzheim-La Chaussée de luchthaven van Bazel-Mulhouse uitgebouwd. In 1956 kwam het opnieuw tot een poging tot afscheiding van Blotzheim. Ditmaal wou men zich afscheuren en een fusie aangaan met buurgemeente Saint-Louis. De bevolking van Blotzheim maakte echter bezwaren, onder meer omdat die gemeente de luchthaven zou verliezen. Uiteindelijk werd de afsplitsing van Blotzheim en fusie met Saint-Louis in 1957 goedgekeurd en in 1958 geofficialiseerd. Door de afsplitsing verloor de gemeente Blotzheim zo'n derde van haar bevolking aan de gemeente Saint-Louis. Deze wijk werd voortaan ook wel Saint-Louis-la-Chaussée of Saint-Louis-Neuweg genoemd.

## Bezienswaardigheden
- De Église Saint-Pierre

## Verkeer en vervoer
Ten westen van La Chaussée ligt bevindt zich de EuroAirport Basel-Mulhouse-Freiburg.
In het gehucht bevindt zich het spoorwegstation Saint-Louis La Chaussée.
Ten westen loopt de autosnelweg A35/E25.